# Jan Scheffler
Jan Scheffler (ur. 29 października 1887 w Cămin; zm. 6 grudnia 1952) – biskup Satu Mare, rumuński Błogosławiony Kościoła katolickiego.

## Życiorys
Pochodził z licznej rodziny. W dniu 6 lipca 1910 roku otrzymał święcenia kapłańskie, a w dniu 26 marca 1942 roku został mianowany biskupem Satu Mare przez papieża Piusa XII. Wkrótce został aresztowany i w czasie procesu został skazany na karę śmierci, lecz wyrok nie został wykonany ze względu na stan zdrowia. Zmarł 6 grudnia 1952 roku w opinii świętości. Został pochowany na cmentarzu więziennym, a w 1965 roku jego ciało przeniesiono do katedry w Satu Mare.
Został beatyfikowany przez papieża Benedykta XVI w dniu 3 lipca 2011 roku.